# Ernest Hennejonck
Ernest Hennejonck (Moeskroen 4 oktober 1878 - 5 juni 1965) was een Belgisch senator.

## Levensloop
Beroepshalve was hij vanaf 1908 directeur van de coöperatieve La Fraternelle en van 1909 tot 1926 voorzitter van de Société de secours mutuels La Fraternelle Mouscron. 
Hij was gemeenteraadslid (1921-1964) en schepen van Openbare Werken (1921-1958) van Moeskroen.
In 1932 werd hij verkozen tot socialistisch BWP-senator voor het arrondissement Kortrijk-Ieper en vervulde dit mandaat tot in 1936. 
Hij was ook beheerder van de maatschappij 'Krediet aan en bouwen van goedkope woningen' te Moeskroen.